# Anne-Stine Ingstad
Anne-Stine Ingstad, nascida Moe (Lillehammer, 11 de fevereiro de 1918 — Oslo, 6 de novembro de 1997) foi uma arqueóloga norueguesa. Juntamente com seu marido Helge Ingstad descobriu a vila viquingue de L'Anse aux Meadows no Canadá.